# Xalame (norra Tlachichilco)
Xalame är en ort i Mexiko.   Den ligger i kommunen Tlachichilco och delstaten Veracruz, i den sydöstra delen av landet, 170 km nordost om huvudstaden Mexico City. Xalame ligger 590 meter över havet och antalet invånare är 412.
Terrängen runt Xalame är kuperad. Runt Xalame är det ganska glesbefolkat, med 34 invånare per kvadratkilometer. Närmaste större samhälle är Tlachichilco, 5,4 km söder om Xalame. I omgivningarna runt Xalame växer huvudsakligen savannskog.